# Léon de Montmorency-Fosseux
Pour les autres membres de la famille, voir famille Montmorency.
Léon de Montmorency, marquis de Fosseux et seigneur de Courtalain, né le 31 octobre 1664 et mort le 20 mars 1750, est un militaire français et aîné de la maison de Montmorency, premier baron chrétien. Il est le fils de François de Montmorency-Fosseux et d'Isabelle de Harville.
D'abord élevé page de la chambre du roi, en 1679, il est fait lieutenant général au gouvernement du pays de Chartres. Il devient capitaine au régiment d'infanterie du roi en mars 1693, puis colonel du régiment de Forès, il quitte l'armée en 1704.

## Ascendance
Hugues Capet → Robert II de France → Henri Ier de France → Philippe Ier de France → Louis VI de France → Robert Ier de Dreux → Alix de Dreux → Gertrude de Nesle-Soissons → Bouchard VI de Montmorency → Mathieu III de Montmorency → Mathieu IV de Montmorency → Jean Ier de Montmorency → Charles Ier de Montmorency → Jacques de Montmorency → Jean II de Montmorency → Louis de Montmorency-Fosseux → Rolland de Montmorency-Fosseux → Claude de Montmorency-Fosseux → Pierre Ier de Montmorency-Fosseux → Anne de Montmorency-Fosseux → Pierre II de Montmorency-Fosseux → François de Montmorency-Fosseux → Léon de Montmorency-Fosseux

## Mariage et descendance
En novembre 1697, il épouse Marie Madeleine Jeanne de Pousse-Mothe de l'Étoile (1677-1750). De ce mariage sont nés :
- Marie-Charlotte, qui épouse en 1726 Louis de Montagu de Bouzols ;
- Anne Julie, dame de compagnie de Mesdames, qui épouse en 1724 Emmanuel de Rousselet de Châteaurenaud ;
- Anne-Léon (1705-1785), qui épouse en 1730 Anne Marie Barbe de Ville (1713-1731) ;
- Mathieu (1706-1708).

## Sources
- David Bailie Warden, Saint-Allais (Nicolas Viton), Maur François Dantine, Charles Clémencet, Ursin Durand, François Clément, L'art de vérifier les dates des faits historiques, des chartes, des chroniques…, 1818, p. 57